# Скарселлино
Скарселлино, или Ипполито Скарселла (итал. Scarsellino, Ippolito Scarsella; 1550 или 1551, Феррара — 28 октября 1620, Феррара) — итальянский живописец, один из представителей феррарской школы периода маньеризма.

## Биография
Ипполито Скарселла родился и умер в Ферраре. Его отцом был малоизвестный архитектор и живописец Сиджисмондо Скарселла (1530—1614), учившийся в Венеции и получивший там прозвание «Мондино» («чистильщик» или «чистюля»). Скарселлино (уменьшительное имя от «скарселла» — сумка, кошелёк) много путешествовал и работал по всей Италии, испытывая многие влияния.
В 1570-х годах Скарселлино жил в Венеции четыре года. Точная дата неизвестна. Сообщается, что он обучался в Венеции в мастерской Веронезе. Скарселлино работал вместе с братьями Карраччи в Палаццо Диаманти в Ферраре. Как можно заметить по их произведениям, феррарский художник и болонские живописцы оказывали взаимное воздействие друг на друга.
Скарселлино писал алтарные картины и фрески. Он часто разрабатывал одну и ту же тему с вариациями, в различных форматах и на разных основах. Его ранние работы демонстрируют разнообразные влияния. Вначале он вдохновлялся элегантными фигурами маньериста Пармиджанино (1503—1540). Позже он обратился к магическому миру Доссо Досси. Во время своего пребывания в Венеции он познакомился с поздними работами Джорджоне, а также с произведениями Веронезе и Тициана, которые оказали важное влияние на его творчество.
Ряд его картин находится в коллекции Галереи Боргезе в Риме: «Купание Венеры», «Диана и Эндимион» и «Венера и Адонис». Две картины были уничтожены во время бомбардировки Дрездена в конце Второй мировой войны: «Бегство в Египет» и «Святое семейство за работой». Одним из самых значительных учеников Скарселлино был Костанцо Катанио.

## Галерея

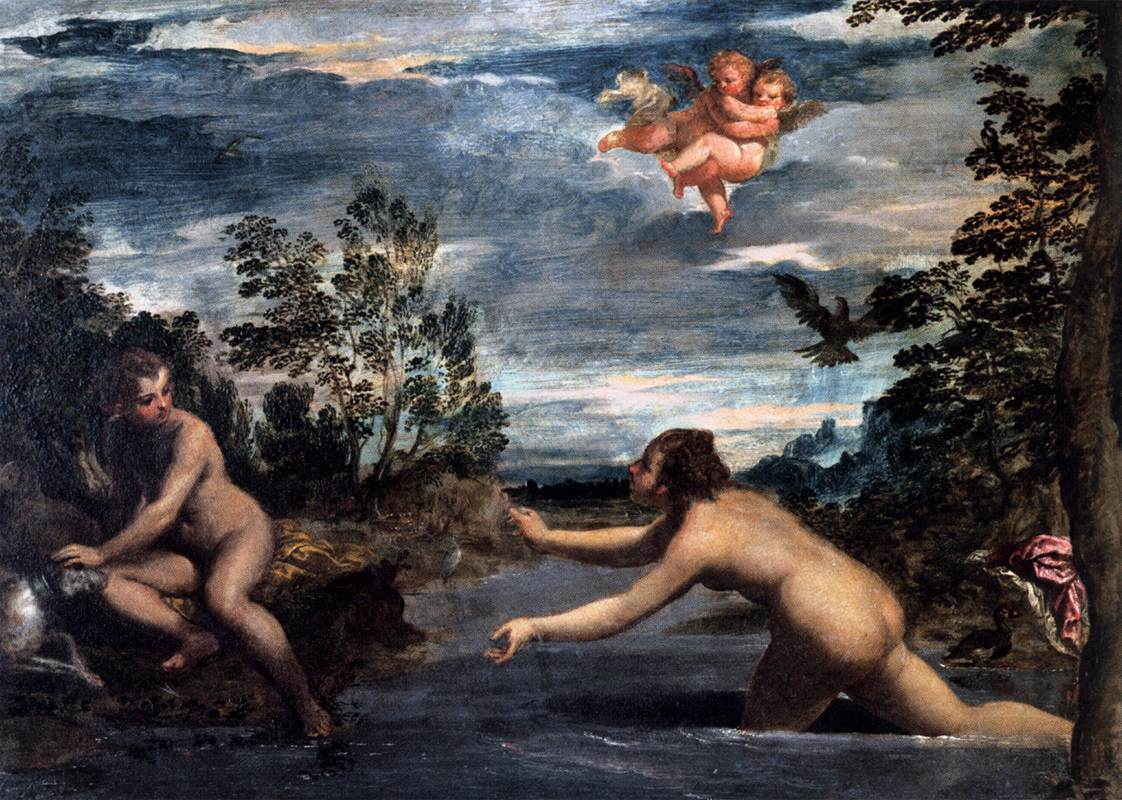
Салмакида и Гермафродит. 1585. Дерево, масло. Галерея Боргезе, Рим
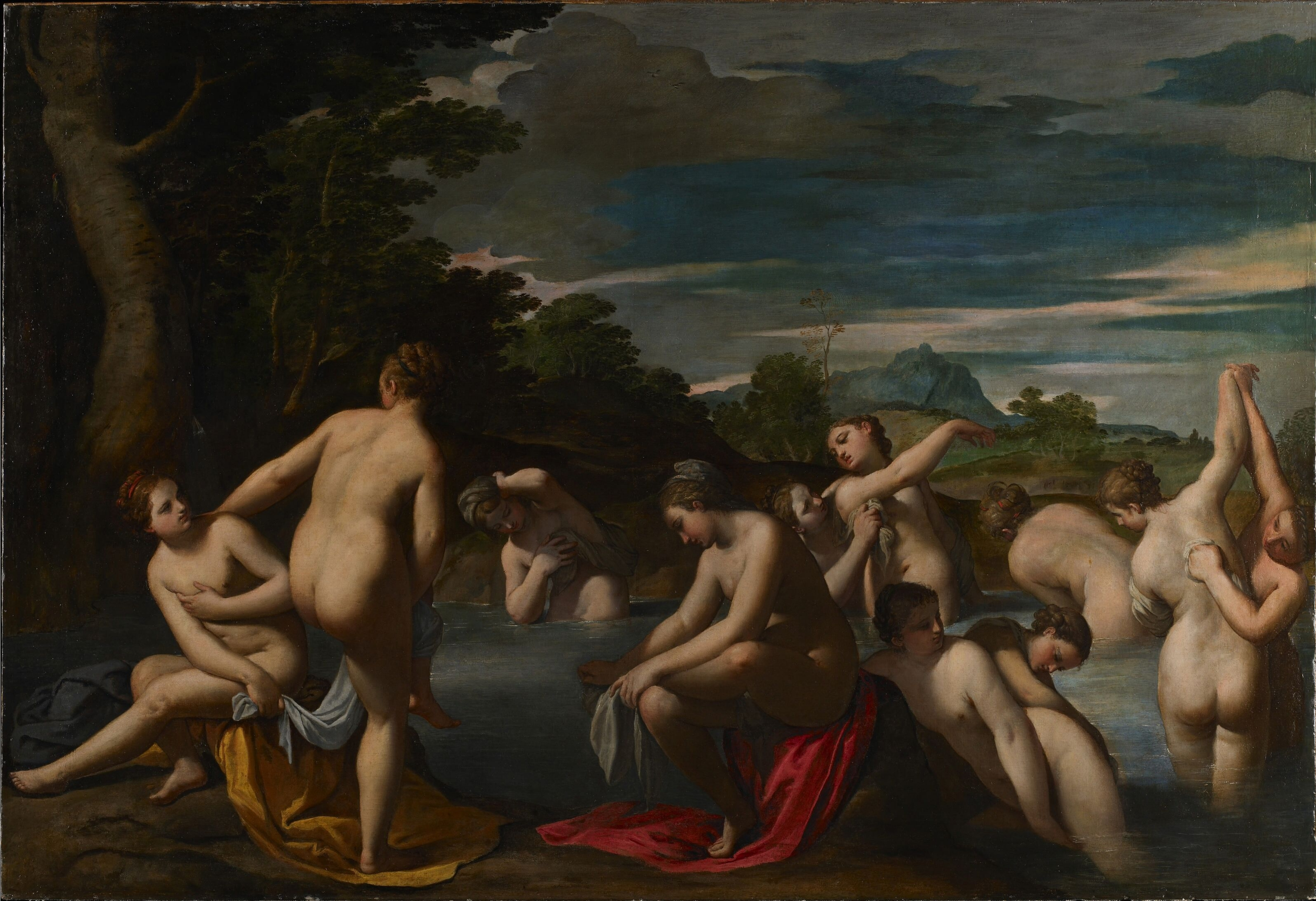
Купание нимф. Ок. 1600. Холст, масло. Институт искусств, Миннеаполис, США
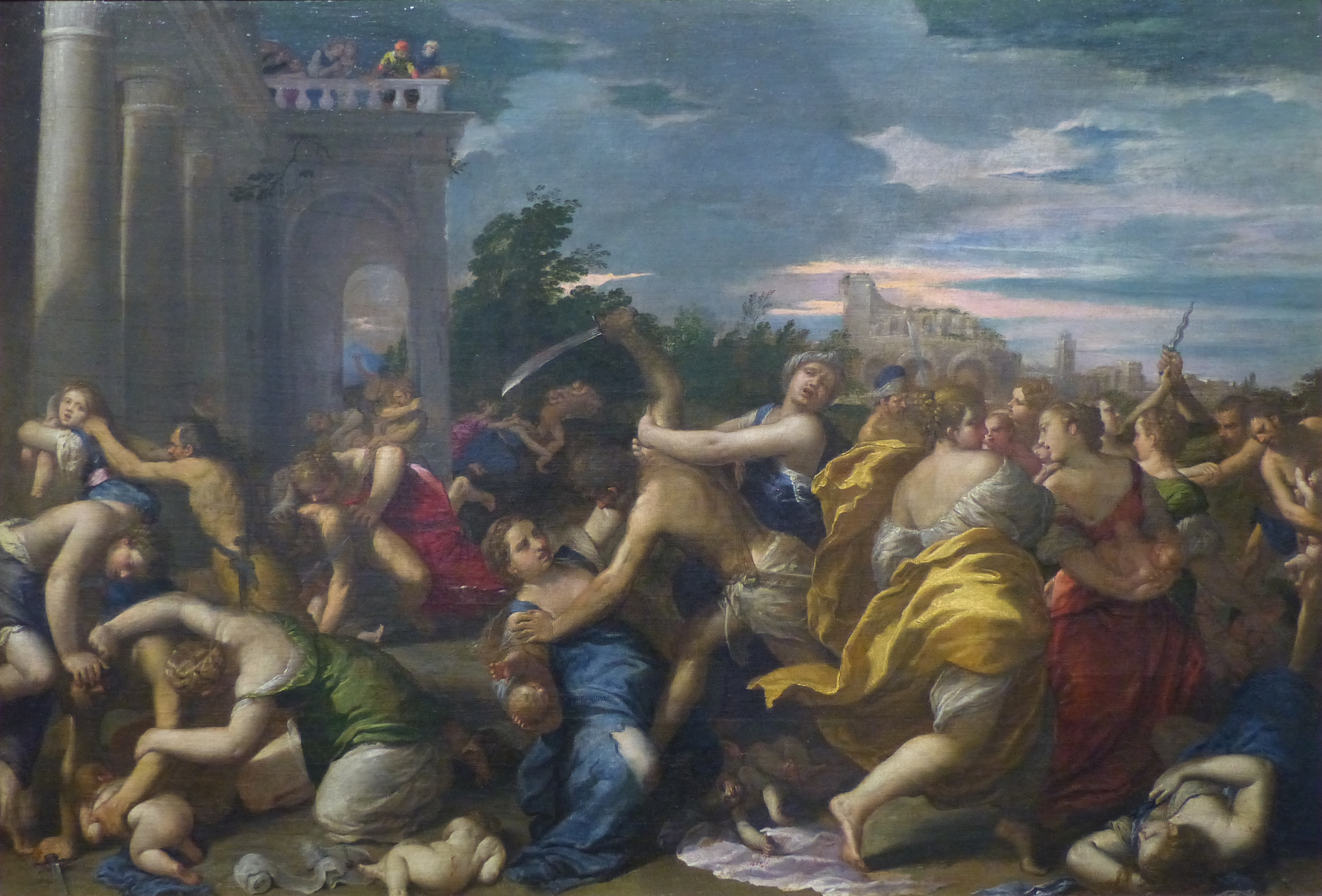
Избиение младенцев. Между 1600 и 1610. Холст, масло. Музей изящных искусств, Ним
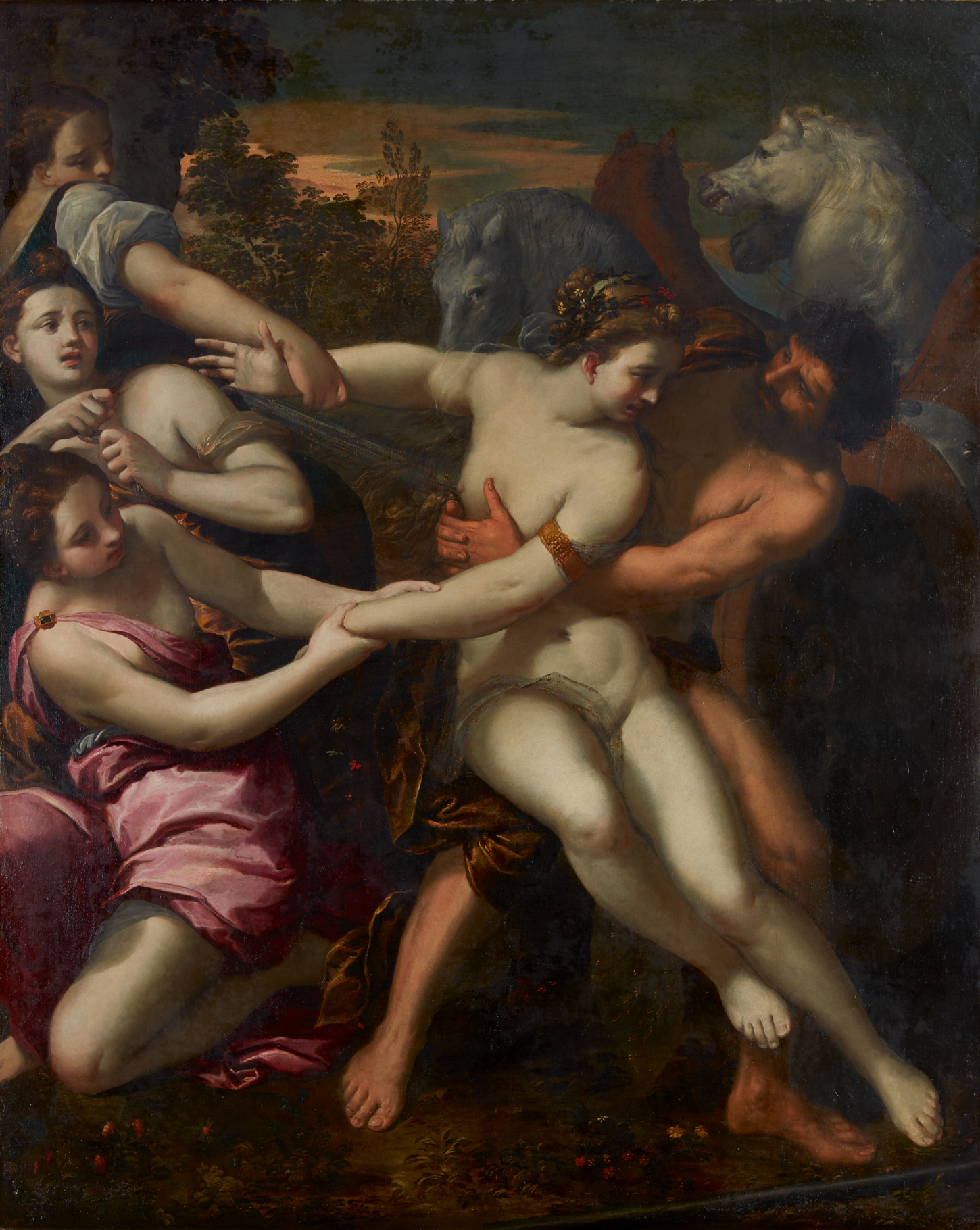
Похищение Персефоны. Холст, масло. Частное собрание
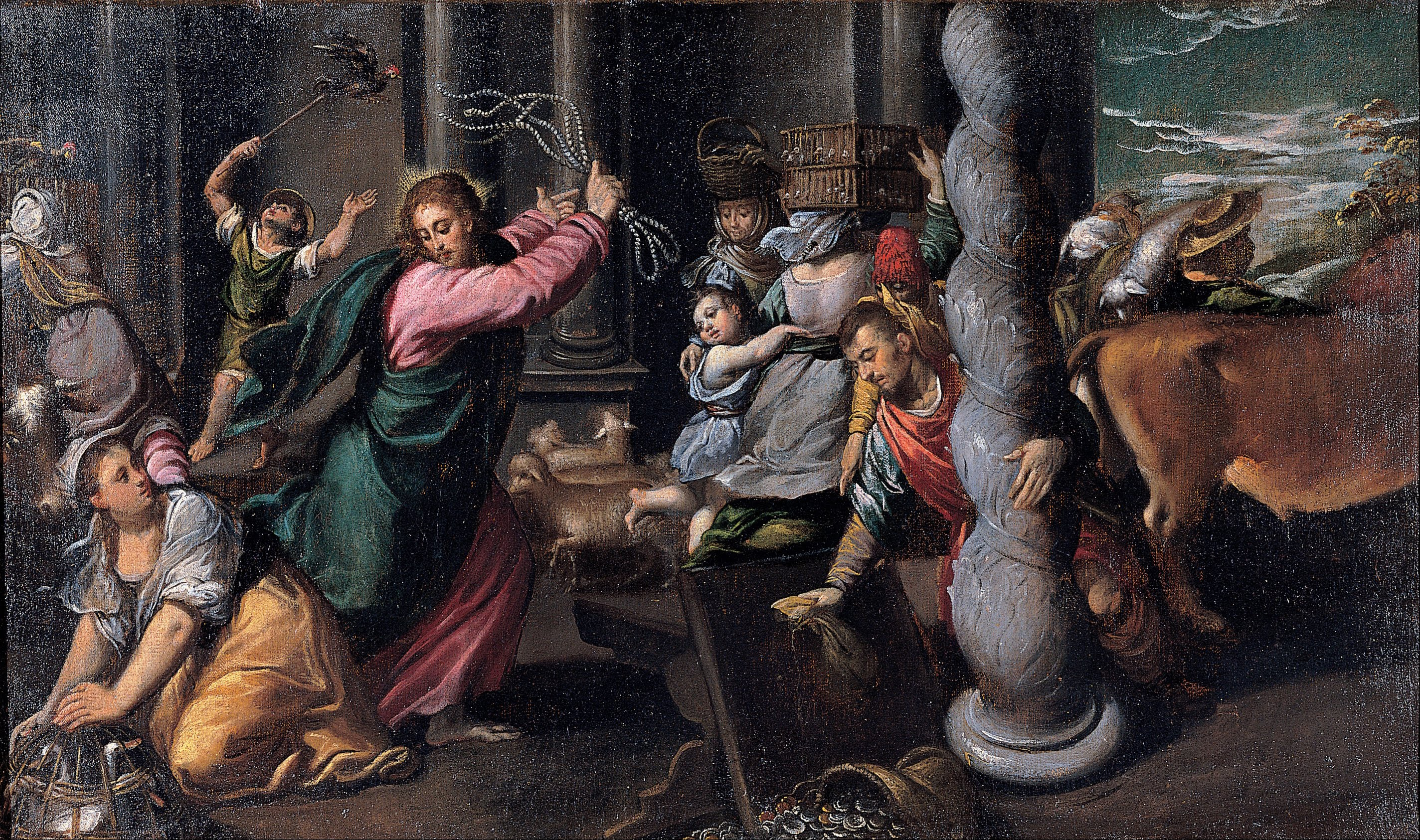
Изгнание торгующих из храма. Между 1580 и 1585. Холст, масло. Капитолийские музеи, Рим
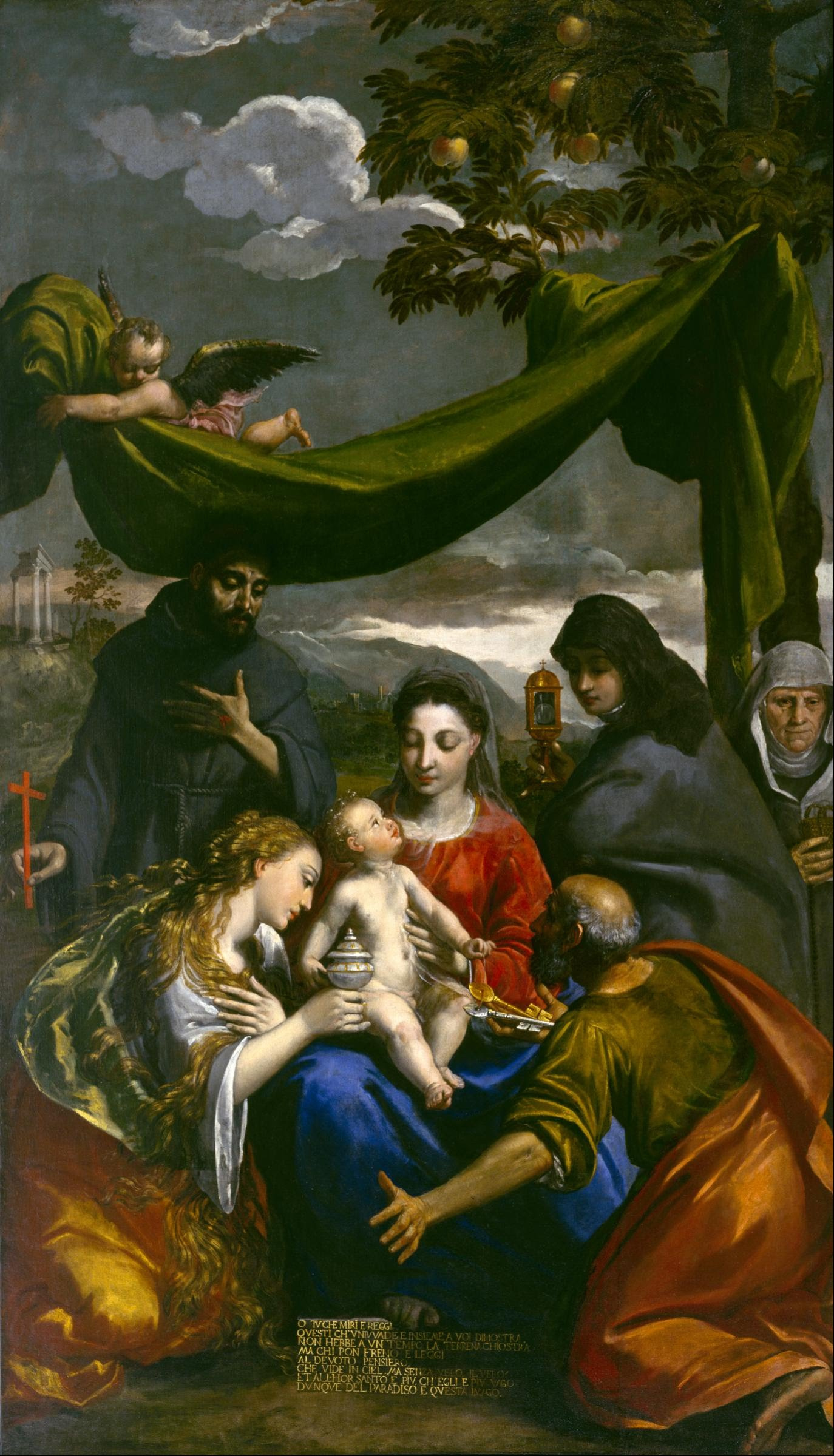
Мадонна с Младенцем и святыми Марией Магдалиной, Петром, Кларой, Франциском и аббатисой. Между 1600 и 1699. Холст, масло. Музей изящных искусств, Хьюстон, Техас, США
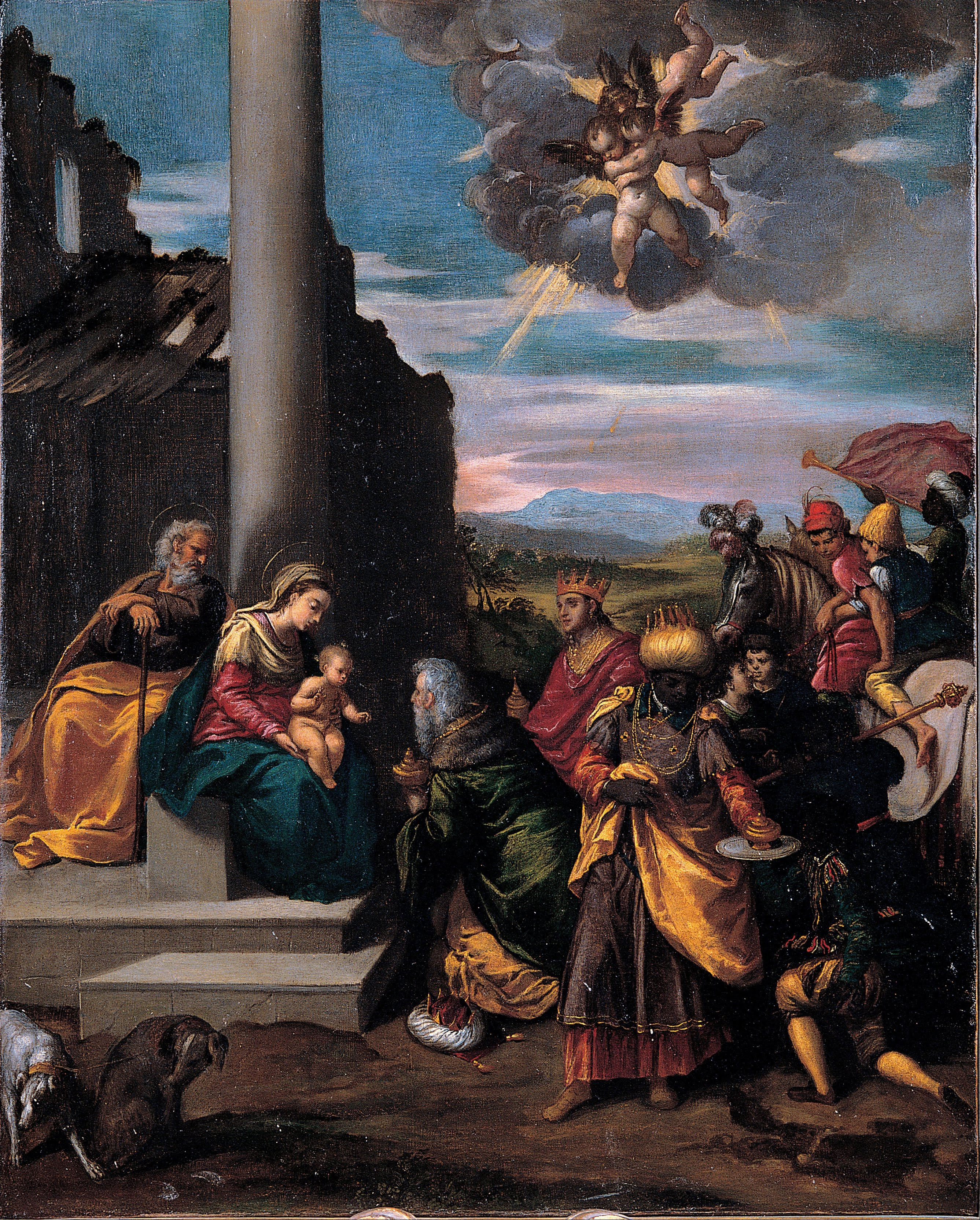
Поклонение волхвов. Между 1575 и 1580. Холст, масло. Капитолийские музеи, Рим
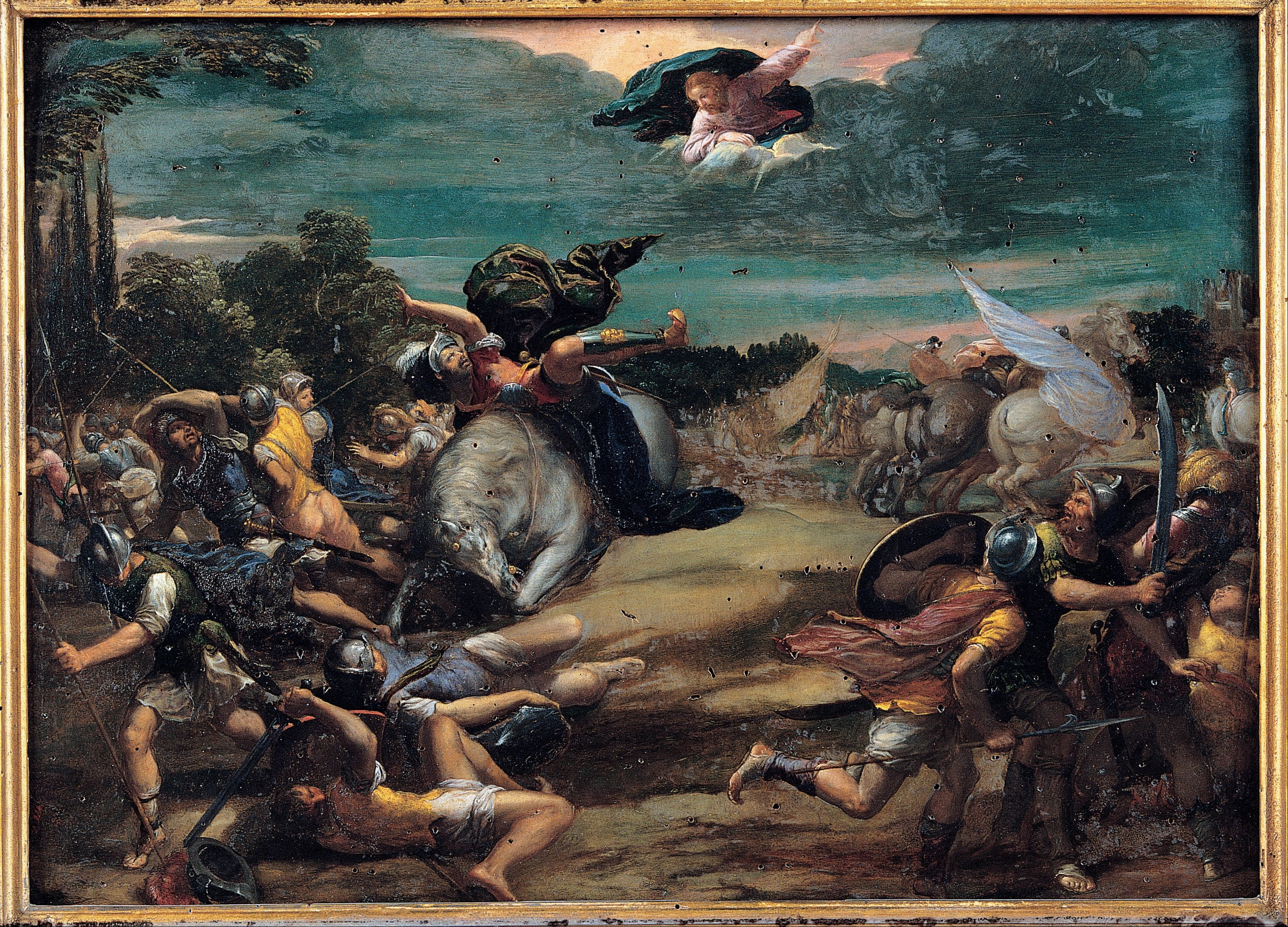
Обращение Савла. Между 1590 и 1595. Дерево, масло. Капитолийские музеи, Рим